# Roseland (Louisiana)
Roseland is een plaats (town) in de Amerikaanse staat Louisiana, en valt bestuurlijk gezien onder Tangipahoa Parish.

## Demografie
Bij de volkstelling in 2000 werd het aantal inwoners vastgesteld op 1162.
In 2006 is het aantal inwoners door het United States Census Bureau geschat op 1306, een stijging van 144 (12.4%).

## Geografie
Volgens het United States Census Bureau beslaat de plaats een oppervlakte van
5,8 km², waarvan 5,5 km² land en 0,3 km² water. Roseland ligt op ongeveer 41 m boven zeeniveau.

## Plaatsen in de nabije omgeving
De onderstaande figuur toont nabijgelegen plaatsen in een straal van 20 km rond Roseland.